# داوود سیدعباسی
داوود سیدعباسی (زاده ۱ اسفند ۱۳۵۵ در تهران) بازیکن سابق و مربی فوتبال ایرانی است.
وی در باشگاه‌های استقلال، پرسپولیس و سپاهان سابقه بازی دارد. سیدعباسی ۱۳ بازی برای تیم ملی فوتبال ایران نیز در کارنامه دارد.